# Far East Suite
Far East Suite ist ein Jazz-Album von Duke Ellington, das im Dezember 1966 aufgenommen und bei RCA Victor (später bei Bluebird Records) im Jahr 1967 veröffentlicht wurde. Es handelt sich um das letzte klassische Albenprojekt, an dem Ellington und Billy Strayhorn gemeinsam arbeiteten.

## Das Album
Im Jahr 1963 schickte das US-Außenministerium das Duke Ellington Orchestra auf eine längere Tournee, die es u. a. nach Jordanien, Indien, Sri Lanka, Pakistan, in weitere Länder des Nahen Ostens und in den Iran führte; sie gab den Musikern erstmals Einblicke in die „andere Seite der Welt“ 1964 folgte eine Japan-Tournee. Im Verlaufe der folgenden drei Jahre verarbeiteten Duke Ellington und Billy Strayhorn die Reiseeindrücke in zeitlichem Abstand. Zu Beginn des Jahres 1964, anlässlich einer England-Tournee, spielte das Orchester erstmals Stücke aus der späteren Suite (Mynah, Depk, Agra und Amad), überschrieben mit „Expressions of the Far East“. Die gleichen Teile der Far East Suite wurden am 29. März 1964 auch live in der New Yorker Carnegie Hall gespielt (und erschienen später auf dem Album Harlem [Pablo]). Kurz vor den Aufnahmesitzungen Ende 1966 stellten Ellington und Strayhorn weitere Teile der Suite fertig. Vom 19. bis zum 21. Dezember 1966 gingen sie mit der Band ins Studio. Eingespielt wurden neun Kompositionen, bei denen jedoch der musikalische Standort – anders als bei John Coltrane oder Don Cherry bei ähnlichen Gelegenheiten – unverändert blieb. Richard Cook und Brian Morton nennen das Album in ihrer Besprechung ironisch The Near East Suite, weil lediglich der Titel Ad Lib on Nippon Bezug auf den „Fernen Osten“ nimmt. Es werden aber Impressionen oder Assoziationen an jenseits des Nahen Ostens gelegene Örtlichkeiten geweckt wie die iranische Stadt Isfahan oder den indischen Tempel Taj Mahal, der in dem Stück Agra porträtiert wird. Bluebird of Delhi (Mynah) greift Passagen aus dem Gesang eines Starenvogels auf, den Strayhorn von seinem Hotelzimmer in Delhi aus immer wieder hörte.
Herausragend sind für Cook und Morton insbesondere die solistischen Leistungen von Cat Anderson und Paul Gonsalves im Titel Tourist Point of View und von Johnny Hodges in Isfahan. Ein weiteres Meisterwerk ist das musikalische Porträt eines Berges bei Beirut, Mount Harissa, mit einer weichen, spirituell anmutenden Einleitung Ellingtons. Depk geht mit seiner exotischen Titelmelodie auf einen Tanz zurück, der vor der Band im Nahen Osten aufgeführt wurde.
In der Veröffentlichung der CD-Ausgabe (1995 – missverständlicherweise Special Mix genannt) sind vier bislang unveröffentlichte „alternative takes“ hinzugefügt.

## Wirkungsgeschichte
Ellington und seine Formation spielten die Titel der Far East Suite danach nur noch selten. Isfahan wurde jedoch von anderen Jazzmusikern interpretiert wie Art Farmer, Joe Henderson, Jimmy Rowles oder Johannes Enders und Thomas Stabenow. Das Album selbst hatte einen gewissen Einfluss auf die Beschäftigung von Jazzmusikern mit asiatischen Musiktraditionen: Im Jahr 1999 nahm Anthony Brown die Suite mit seinem Asian-American Orchestra nochmals auf und verwendete in seiner Version fernöstliche Instrumente zusammen mit Jazzinstrumenten.
Im April 2011 erschien eine Duo-Version des Kontrabassisten Sebastian Gramss mit dem Saxophonisten Leonhard Huhn beim Neckarsteinacher Label fixcel records auf CD.
Cook und Morton nennen das Album in ihrer Besprechung einen der Höhepunkte im Nachkriegswerk Ellingtons. Sie zeichnen es in ihrem Penguin Guide to Jazz on CD mit der Höchstnote von vier Sternen aus. In seinem Buch Sweet Swing Blues on the Road empfiehlt Wynton Marsalis in einer kurzen Diskographie von Tonträgern eines „real jazz“ die Platte als einzige von Ellington. Der All Music Guide zeichnet das Album mit vier (von fünf) Sternen aus. 
1968 gewann das Album den Critics Poll von Down Beat als „Record of the Year“. Im gleichen Jahr wurde es als beste Jazz-Instrumentaldarbietung mit einem Grammy ausgezeichnet.
Das Magazin Rolling Stone  wählte das Album 2013 in seiner Liste Die 100 besten Jazz-Alben auf Platz 79.

## Die Titel
1. Tourist Point of View – 5:09
2. Bluebird of Delhi (Mynah) – 3:18
3. Isfahan – 4:02
4. Depk – 2:38
5. Mount Harissa – 7:40
6. Blue Pepper (Far East of the Blues) – 3:00
7. Agra – 2:35
8. Amad – 4:26
9. Ad Lib on Nippon – 11:34
10. Tourist Point of View (alternative take) – 4:58
11. Bluebird of Delhi (Mynah) (alternative take) – 3:08
12. Isfahan (alternative take) – 4:11
13. Amad (alternative take) – 4:15

Alle Kompositionen stammen von Duke Ellington & Billy Strayhorn, außer Titel [9], den D. Ellington alleine geschrieben hat. [10] bis [13] sind als Bonus Tracks auf der CD zusätzlich veröffentlicht.